# Курукшетра
Курукше́тра (хинди कुरुक्षेत्र) — город в Индии, центр одноимённого района в штате Харьяна. В буквальном переводе означает «поле (земля) Куру». По верованиям индуистов, на этом месте более 5000 лет назад произошла битва на Курукшетре — между Кауравами и Пандавами, в которой победили последние и описание которой содержится в «Махабхарате».

## История
Около 1200—1000 годов до н. э. индусы занимали уже так называемую Мадхьядешу (серединную страну) и главным культурным центром были земли племён куру и панчала, означаемые часто одним сложным именем Курупанчала (зап. часть Мадхьядеши).
Земля куру (Курукшетра) окружена особым ореолом, как «святая» земля, и постоянно упоминается в «Яджурведе», в Брахманах, Упанишадах и других ведийских памятниках. Она является колыбелью позднейшего брахманизма и его культуры, откуда они распространились по всей Индии. Она же и родина индийского эпоса. Как известно, главная фабула «Махабхараты» — борьба (война) родов Панчала и Матсья с куру (Бхарата). Сами поэмы в окончательной редакции относятся уже к позднейшему времени, так называемым средним векам истории Индии.
В Курукшетре в позднейшую эпоху возникают знаменитые города Хастинапур, Индрапрастха, Каушамби.

## Религиозное значение
Курукшетра является святым местом паломничества в индуизме, так как считается, что здесь Кришна поведал «Бхагавад-гиту» Арджуне перед началом Битвы на Курукшетре.
Равнина вокруг Курукшетры описывается в древней санскритской литературе как «Брахмаварта» (земля Брахмы). В первом стихе «Бхагавад-гиты», Курукшетра называется «дхарма-кшетрой» — «полем дхармы».
Подобно другим святым местам в Индии, во время особых праздников сюда стекаются множество паломников. Во время лунных затмений их число достигает миллиона. Согласно индусским верованиям, во время лунных затмений в священном озере (кунде), находящемся здесь, собираются воды всех священных озёр Индии.
В нескольких километрах от Курукшетры, в деревне Амин, находятся развалины крепости, которые предания связывают с личностью сына Арджуны Абхиманью.
Согласно упоминаниям в некоторых древних индуистских текстах, в ведические времена границы района Курукшетры примерно соответствовали границам современного индийского штата Харьяна.

## Достопримечательности
- Брахма-саровара — каждый год сотни тысяч паломников-индусов приходят, чтобы совершить священное омовение в водах Брахма-саровара по случаю Сомавати-амавасья (Священного понедельника новолуния).
- Саннихит-саровара
- Джьотисар — легендарное место, на котором Кришна поведал «Бхагавадгиту» Арджуне.
- Музей Кришны — в музее находится много археологических артефактов и картин с изображением эпизодов из «Махабхараты».
- Научный музей
- Бхишма-кунда в Нарактари
- Лесной заповедник Сарасвати — большой заповедный лес в районе Курукшетры.
- Шейх Чилли ка макбара — мавзолей, построенный во времена Империи Великих Моголов в память суфийского святого Шейха Чилли (умер в 1582 году), который был духовным наставником принца Дара Шикоха.
- Храм Стханешвара Махадевы
- Камала набхи
- Бхадракали мандир
- Бирла мандир
- Чхати Патх Шахи Гурудвара

## Образовательные учреждения
- Университет Курукшетры
- Национальный технологический институт
- Shri Krishna Institute of Engineering & Technology